# نیکلاس ایسیمات میرین
نیکلاس ایسیمات میرین (انگلیسی: Nicolas Isimat-Mirin؛ زادهٔ ۱۵ نوامبر ۱۹۹۱) بازیکن فوتبال اهل فرانسه است.
از باشگاه‌هایی که در آن بازی کرده‌است می‌توان به باشگاه فوتبال والنسین، باشگاه فوتبال پی‌اس‌وی آیندهوون، و آ.اس موناکو اشاره کرد.
وی همچنین در تیم‌های ملی فوتبال زیر ۲۰ سال فرانسه و زیر ۲۱ سال فرانسه بازی کرده‌است.